# Antoniów (gmina Kruszyna)
Antoniów – kolonia w Polsce położona w województwie śląskim, w powiecie częstochowskim, w gminie Kruszyna.